# Francisco Sosa (futbolista)
Francisco Sosa (nacido el 4 de octubre de 1917) fue un futbolista paraguayo. Se desempeñaba como delantero y formó parte del plantel de Paraguay en la Copa del Mundo de 1950.

## Carrera
Inició su carrera en los equipos de su país natal Asunción Football Club y Guaraní; con este último fue goleador de la Liga en 1937. Se incorporó a Rosario Central de Argentina para disputar el Campeonato de Primera División 1939, temporada inicial en el certamen para los canallas. Su debut oficial se produjo el 16 de julio ante Racing Club, en cotejo válido por la 17.ª fecha y que finalizó con victoria de su equipo por 3-1. Dos fechas más tarde marcó su primer gol en el empate como visitante versus Vélez Sarsfield, mientras que en la última jornada del torneo convirtió otro tanto ante Racing Club en el triunfo canalla 2-0 a domicilio. Durante 1940 jugó pocos partidos pero mostró eficacia, al anotar cuatro goles en cinco cotejos. Dejó Central al finalizar la temporada, habiendo acumulado 10 presencias y 6 tantos marcados.  En 1942 se consagró nuevamente como goleador del fútbol guaraní, esta vez vistiendo la casaca de Cerro Porteño. En 1951 se embarcó en un proyecto que llevó a once futbolistas extranjeros para jugar en Mariscal Sucre.

### Clubes
| Club                   | País      | Año       |
| ---------------------- | --------- | --------- |
| Asunción Football Club | Paraguay  | ¿?        |
| Guaraní                | Paraguay  | 1937      |
| Rosario Central        | Argentina | 1939-1940 |
| Cerro Porteño          | Paraguay  | 1942/1950 |
| Mariscal Sucre         | Perú      | 1951      |

## Selección nacional
Disputó 9 partidos y convirtió 3 goles entre 1945 y 1950. Sus primeras participaciones fueron por la Copa Rosa Chevallier Boutell frente a Argentina, por las ediciones novena a undécima. En 1950 fue confirmado en el plantel que disputó la Copa del Mundo 1950 en Brasil; en la previa del torneo jugó un encuentro frente a Uruguay por la Copa Tromposki y dos válidos por la Copa Oswaldo Cruz ante los brasileños, aunque luego no llegó a disputar partidos en el torneo ecuménico.

### Participaciones en la Copa del Mundo
| Copa                | Sede   | Resultado     |
| ------------------- | ------ | ------------- |
| Copa del Mundo 1950 | Brasil | Primera ronda |

### Detalle de partidos en el elenco nacional
| Torneo                            | Fecha      | Estadio                        | Rival     | Resultado | Goles |
| --------------------------------- | ---------- | ------------------------------ | --------- | --------- | ----- |
| 9.° Copa Rosa Chevallier Boutell  | 06-01-1945 | El Gasómetro, Buenos Aires     | Argentina | 2-5       | 0     |
| 9.° Copa Rosa Chevallier Boutell  | 09-01-1945 | El Gasómetro, Buenos Aires     | Argentina | 3-5       | 0     |
| 10.° Copa Rosa Chevallier Boutell | 07-07-1945 | Defensores del Chaco, Asunción | Argentina | 5-1       | 1     |
| 10.° Copa Rosa Chevallier Boutell | 09-07-1945 | Defensores del Chaco, Asunción | Argentina | 1-3       | 0     |
| 11.° Copa Rosa Chevallier Boutell | 25-03-1950 | River Plate, Buenos Aires      | Argentina | 2-2       | 1     |
| 11.° Copa Rosa Chevallier Boutell | 29-03-1950 | El Gasómetro, Buenos Aires     | Argentina | 0-4       | 0     |
| Copa Tromposki                    | 30-04-1950 | Río de Janeiro                 | Uruguay   | 3-2       | 0     |
| 1.° Copa Oswaldo Cruz             | 07-05-1950 | São Januário, Río de Janeiro   | Brasil    | 0-2       | 0     |
| 1.° Copa Oswaldo Cruz             | 13-05-1950 | Pacaembú, São Paulo            | Brasil    | 3-3       | 1     |

## Palmarés

### Torneos internacionales
| Selección | Título                       | Año                 |
| --------- | ---------------------------- | ------------------- |
| Paraguay  | Copa Rosa Chevallier Boutell | 1945 (10.ª edición) |

### Distinciones individuales
| Equipo        | País     | Título                       | Año  |
| ------------- | -------- | ---------------------------- | ---- |
| Guaraní       | Paraguay | Goleador de Primera División | 1937 |
| Cerro Porteño | Paraguay | Goleador de Primera División | 1942 |